# Sudhindranath Dutta
Sudhindranath Dutta (Calcutta, 1901 – 1960) è stato un poeta e critico letterario indiano di etnia bengalese.
Si distinse ampiamente dalla poetica di Rabindranath Tagore, pur essendone un estimatore. Fu anche giornalista e creò una rivista, Paricay, la cui stampa fu interrotta nel 1943. Nelle sue poesie Dutta utilizza un registro linguistico ricercato, accompagnato da una sintassi particolarmente complessa, intrisa di arcaismi e al contempo di neologismi.
Dutta esprime, nella sua poetica, una visione disincantata e triste dell'esistenza umana.